# دودونگه
دودونگه یک روستاهای در ایران است که در دهستان چهارگنبد شهرستان سیرجان، در استان کرمان واقع شده‌است. دودونگه ۴۷ نفر جمعیت دارد.